# Idiops grandis
Idiops grandis là một loài nhện trong họ Idiopidae.
Loài này thuộc chi Idiops. Idiops grandis được J. Hewitt miêu tả năm 1915.